# EasyQA

EasyQA — це інструмент управління тестуванням, за допомогою якого вся команда може чітко планувати всі етапи життєвого циклу розробки програмного забезпечення від уточнення деталей до після релізної підтримки.

## Вступ
Розробка EasyQA почалась на початку 2016 року командою з 5 працівників компанії ThinkMobiles. I вже восени того ж року була випущена перша бета версія продукту. 
На даний момент, існує стабільна cloud версія, а також версія - standalone сервер.

## Основні функції
1. Управління збоями на мобільних Android та iOS додатках за допомогою EasyQA SDK. Після того, як ви додали EasyQA SDK в свій проект і завантажити його для тестування об'єктів в рамках вашого проекту в EasyQA, ви можете відстежувати збої свого додатку на нашому сайті. Вам просто потрібно завантажити додаток на будь-який Android або IOS пристрою і почати тестування. Коли виникають креші, перезавантажте додаток і натисніть кнопку Завантажити. При натисканні кнопки Видалити у спливаючому вікні, всі звіти про збої, створені на цьому пристрої (але ще не відіслані), будуть видалені. Коли креш приходить на сервер, він відображається на сторінці Збоїв. Він містить коротку інформацію про причини крешу, всі дані про пристрій, на якому стався збій, і лог файл.
2. Розподілення тестового об'єкту для бета тестування з можливістю відправляти баги безпосередньо з додатку. IOS або Android білд файли (.ipa або .apk), посилання на вебсайт, який є предметом тестування, може бути тестовим об'єктом вашого проекту в EasyQA. Після того, як тестовий об'єкт завантажений, ви побачите посилання на нього. Ви можете скопіювати і відправити це посилання своїм учасникам проекту безпосередньо або через електронну пошту. Ті учасники, які отримали посилання на тест-об'єкт, можуть відкрити його в браузері на мобільному телефоні (якщо IOS або Android версії). Сторінка з простенької кнопкою «встановити» буде відкрита, після натискання на яку додаток буде встановлено на телефоні. Після того, як ви завантажили тестовий об'єкт, ви можете вибрати його при створенні помилки і інтегрувати наш SDK, щоб репортувати креші.
3. Створення та підтримка тест планів і тестових випадків. Користувачі можуть створювати і запускати кілька планів тестування одночасно. Ви можете мати окремі плани тестування для кожного: IOS, Android або вебдодатку, або один загальний план тестування для всіх. Після того як ви створили план тестування, у вас є можливість планувати свою структуру шляхом створення так званих модулів. Швидкий перегляд структури плану тестування доступний на правій бічній панелі. Ви можете створювати тестові випадки для будь-яких існуючих планів тестування та модулів. Вмістіть коротку інформацію про ваш тест кейс в поле Title, виберіть модуль плану тестування, виберіть тип тестових випадків і опишіть тест кейс за допомогою кроків і очікуваного результату. Ви можете переглянути тестовий випадок, редагувати, або видалити його, якщо це необхідно. Користувач може перетягувати або копіювати тестові випадки від одного модуля до іншого по одному або всі відразу.
4. Виконання тестування на основі створених тест кейсів. Ви можете вибрати тестові випадки з декількох тестових планів одночасно. Щоб зробити це, виберіть функцію «Вибір конкретних тестових випадків» і оберіть тестові випадки з усіх створених планів тестування в проекті. Однак, якщо план тестування не містить тест кейсів, він не буде відображатися в списку. Натисніть на назву тесту, пройдіть його кроки. Потім виберіть відповідний статус (пройдений, непройдений або заблокований) і відкрийте наступний тест. Ви можете відкрити пройдений тестовий випадок і змінити його статус в будь-який час. Ви можете роздрукувати чи скачати результат проходження тестів.
5. Власна система відслідковування дефектів. Почніть зі створення нової карточки. Опишіть назву помилки за схемою «Що, де, коли і який результат» Виберіть тип помилки (документація, завдання, помилка, креш і т.д.), визначіть пріоритет. Завантажити файл як доказ вашого багу. Користувач може переглядати, редагувати і при необхідності видалити картточки. Відстежуйте витрачені години, вводячи їх в форматі 00год 00 хв, додайте опис вашої виконаної роботи. Ви можете контролювати стовпці в вашому проекті і створювати нові стовпці. Деякі учасники проекту, наприклад, ПМ може редагувати створений стовпець, і видалити його, якщо вам потрібно. Користувач може переміщати карточки (змінювати їх статус), сортувати по статусу і шукати по назві.
6. Генерування тестових репортів про виконану роботу кожного учасника проекта. Коли тестувальник зробив якусь частину або всю роботу, він/вона потребує звітності. Складання звіту не займе багато часу в EasyQA. Всі проектні звіти зберігаються в одному місці, і користувачі можуть отримати доступ до них у будь-який час. Вони можуть створювати звіти за категоріями про: тест кейси, виконання тестування, кількість багів, креші, витрачений час.

## EasyQA SDK
SDK є набір інструментів для розробки, утиліт і документації, яка допомагає програмісту створювати додатки відповідно до зазначеної технологією для певної платформи.

### Основні особливості EasyQA SDK
- Управління збоями - EasyQA SDK був створений для того, щоб полегшити і прискорити процес ідентифікації збоїв. Коли виникають креші, перезавантажте додаток і натисніть кнопку Завантажити. При натисканні кнопки Видалити у спливаючому вікні, всі звіти про збої, створені на цьому пристрої (але ще не відіслані), будуть видалені. Коли креш приходить на сервер, він відображається на сторінці Збоїв. Він містить коротку інформацію про причини крешу, всі дані про пристрій, на якому стався збій, і лог файл.
- In-app bug reporting - Користувач відкриває додаток з вбудованим EasyQA SDK і трясе телефон, поки не з'явиться форма для відправлення багу. У прикріплених файлах ви знайдете скриншот, який був зроблений в момент виклику EasyQA SDK з додатку. Заповніть всі поля та відправте баг на сторінку баг трекера в EasyQA.
- Запис відео та створення скриншотів - ви побачите дві кнопки в нижній частині екрана - Додати скриншот і прикріпити відео. Якщо ви вибрали Додати скриншот - ви можете зробити додатковий знімок і прикріпити його до того ж багу, струснувши пристрій на потрібному екрані. Якщо ви вибираєте Прикріпити відео, ви можете записувати відео роботи додатку і зупинити його струснувши пристрій.

## Інтеграція
Інструмент управління тестуванням EasyQA має відкриту API та бібліотеки до неї, написані на Java, Ruby та Python.
Бібліотека або модуль являє собою сукупність ресурсів, яка дозволяє програмі розширити її функціональні можливості або взаємодіяти з іншими. Вона може допомогти вам зробити ваш код кращим і зрозумілішим.
Виконувати автоматично різні дії, такі як створення багу при падінні автоматизованого тесту, прикріплення тест кейсу до автоматизованого тесту та інше набагато простіше з бібліотеками EasyQA.
Також EasyQA інтегрується з баг трекерами таких сервісів як: GitHub, GitLab, JIRA, YouTrack, Redmine та Pivotal.